# Synagoge (Reillanne)

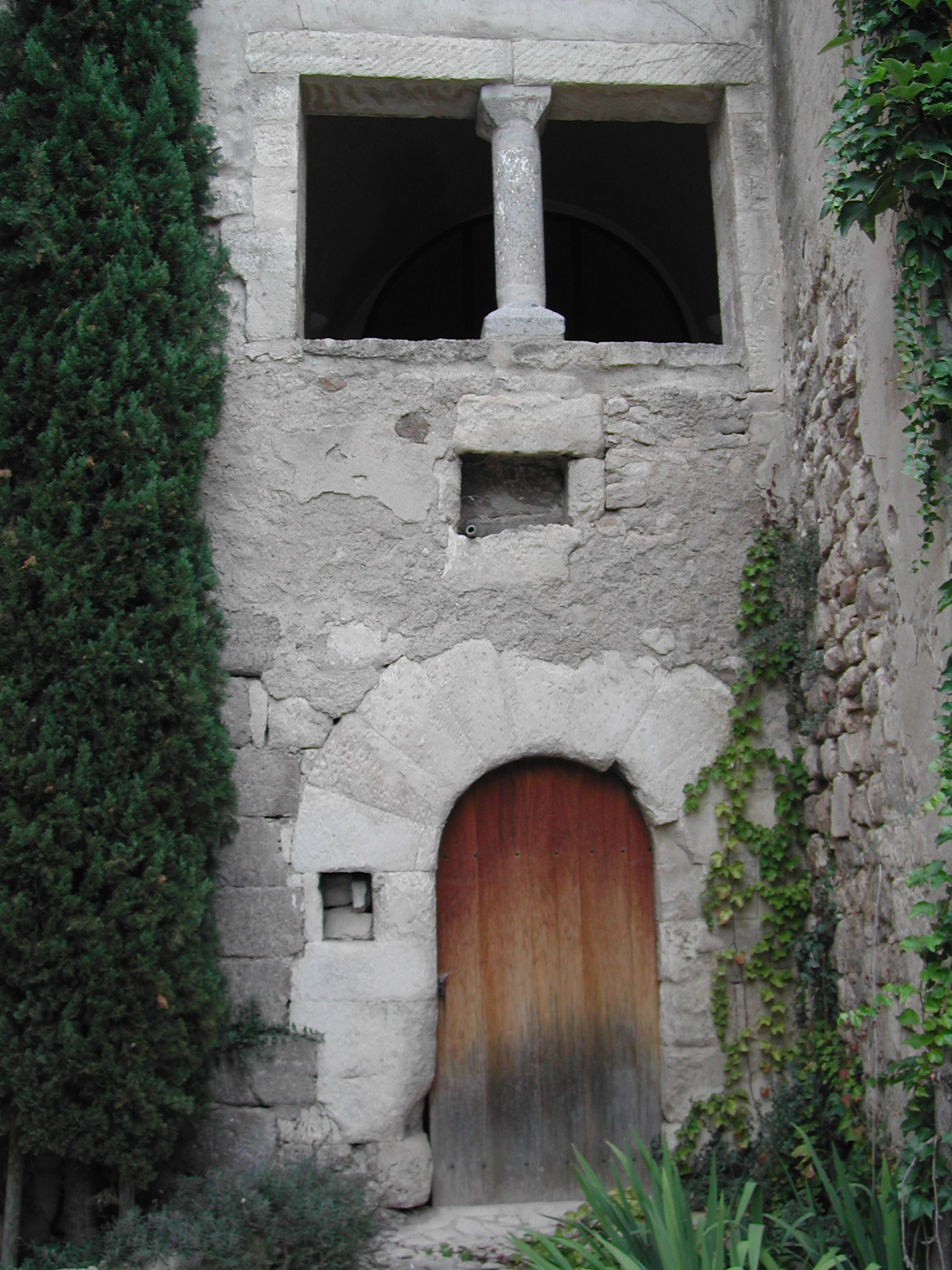
Synagoge in Reillanne

Die Synagoge in Reillanne, einer französischen Gemeinde im Département Alpes-de-Haute-Provence der Region Provence-Alpes-Côte d’Azur, wurde im ausgehenden Mittelalter errichtet. Die profanierte Synagoge in der Rue des Rosiers befand sich im damaligen jüdischen Ghetto.

## Geschichte
Im 16. Jahrhundert wurde die Synagoge zur katholischen Kapelle Saint Roch umfunktioniert und während der Französischen Revolution zum Wohnhaus umgebaut.

## Architektur
Die Hauptfassade des Synagogengebäudes besitzt ein rundbogiges Portal und ein Zwillingsfenster mit einer Säule in der Mitte.